# Smith Sound (local service district)
Smith Sound is een local service district en designated place in de Canadese provincie Newfoundland en Labrador. Het bevindt zich aan de oostkust van het eiland Newfoundland

## Geografie
Smith Sound heeft een oppervlakte van 26,27 km² en bestaat uit vijf plaatsen. Het betreft van west naar oost Barton, Harcourt, Gin Cove, Monroe en Waterville. Hun gezamenlijke naam verwijst naar het feit dat al deze plaatsen zich bevinden aan de noordelijke oever van Smith Sound, de zeearm die Newfoundland van Random Island scheidt.
Alle plaatsen bevinden zich aan de van west naar oost lopende provinciale route 232.

## Geschiedenis
Op 1 maart 2013 werd het local service district (LSD) Smith's Sound gevormd door de samenvoeging van het reeds bestaande LSD Harcourt-Monroe-Waterville met het dorp Barton.
De op 4 februari 2016 gepubliceerde "Newfoundland and Labrador Regulation 3/16" specifieerde dat de woningen die tussen de dorpen van het vroegere LSD Harcourt-Monroe-Waterville gelegen zijn wel degelijk eveneens tot het in 2013 opgerichte LSD behoren. Tegelijkertijd werd de naam van het local service district gewijzigd van Smith's Sound naar Smith Sound.

## Demografie
Volgens de volkstelling van 2016 had de designated place, toen nog Smith's Sound genoemd, 366 inwoners. Alle inwoners hadden het Engels als moedertaal en geen van hen was een tweede taal machtig. In 2021 woonden er nog 305 mensen.